# Abraxas rufomaculata
Abraxas rufomaculata là một loài bướm đêm trong họ Geometridae.